# Emet (Oklahoma)
Emet est une census-designated place du comté de Johnston, dans l'État d'Oklahoma, aux États-Unis. En 2020, elle compte une population de 69 habitants.